# Zero Escape
Zero Escape, i Japan känt som Kyokugen Dasshutsu (極限脱出?), är en datorspelsserie som består av 999: Nine Hours, Nine Persons, Nine Doors, Zero Escape: Virtue's Last Reward och det kommande Zero Time Dilemma.

## Spel
- 999: Nine Hours, Nine Persons, Nine Doors är det första spelet i serien. Det gavs ut till Nintendo DS den 10 december 2009 i Japan och den 16 november 2010 i Nordamerika,[1][2] och till IOS den 28 maj 2013 i Japan och den 17 mars 2014 i resten av världen.[3][4]
- Zero Escape: Virtue's Last Reward är det andra spelet i serien. Det gavs ut till Nintendo 3DS och Playstation Vita den 16 februari 2012 i Japan,[5][6] den 23 oktober 2012 i Nordamerika och den 23 november 2012 i Europa.[7][8]
- Zero Time Dilemma är det tredje spelet i serien. Det planeras ges ut till Nintendo 3DS och Playstation Vita under andra eller tredje kvartalet 2016 i Nordamerika och Europa.[9]

[uppföljning saknas]

## Mottagande
| Spel                                      | GameRankings              | Metacritic                |
| 999: Nine Hours, Nine Persons, Nine Doors | 83,21%                    | 82/100                    |
| Zero Escape: Virtue's Last Reward         | 86,57% (3DS) 85,56% (PSV) | 88/100 (3DS) 84/100 (PSV) |

Serien har vunnit flera priser. 999 vann år 2010 IGN:s pris för årets bästa handling i datorspel; Virtue's Last Reward vann år 2012 Gamespots pris för årets bärbara spel, IGN:s pris för årets bästa handling i Nintendo 3DS- eller Nintendo DS-spel, och RPGFans priser för årets bästa handling och årets bästa äventyrsspel.